# Chantal Szent Johanna Franciska

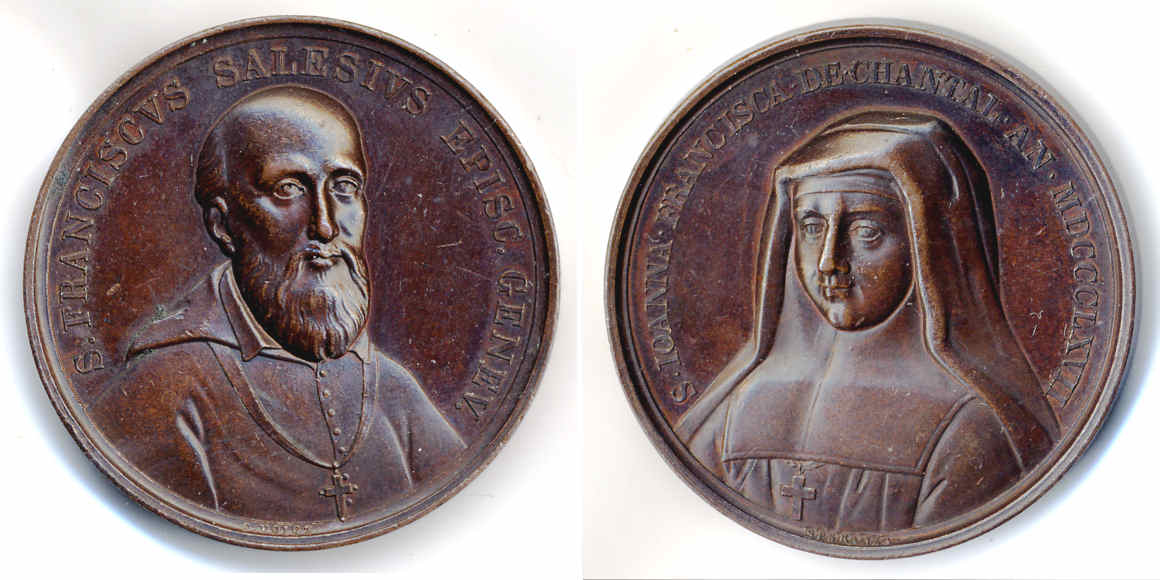
Szalézi Szent Ferenc és Chantal Szent Johanna Franciska, medál, 1867

Chantal Szent Johanna Franciska (Jeanne-Françoise Frémiot, Baronne de Chantal), (Dijon, 1572. január 28. – Moulins, 1641. december 13.) római katolikus szent. Madame de Sévigné nagyanyja.
Francia nemesasszony volt, Chantal bárónéja, aki férjének halála után a Savoyai Hercegségben, Annecyben szerzetesrendet alapított, amelynek neve: 
Szűz Mária Látogatásáról Nevezett Rend, másképpen Vizitációs rend.
1751. november 21-én avatta boldoggá XIV. Benedek pápa, majd 1767. július 16-án XIII. Kelemen pápa szentté avatta.

## Chantal Szent Johanna Franciska írásai
Chantal Szent Johanna Franciska írt néhány példaértékű spritiuális irányultságú levelet.